# Opt-out (EU-Verträge)
In verschiedenen Verträgen der Europäischen Gemeinschaft und der Europäischen Union sind einzelnen Mitgliedsländern Ausnahmeregelungen, Opt-out genannt, zugestanden worden.
In einem Zusatzprotokoll zum Vertrag von Lissabon bestanden zwei Länder auf Opt-out-Klauseln, wodurch die Grundrechtecharta nur teilweise anwendbar ist: 
- Großbritannien
- Polen.

Als 1990 die Europäische Wirtschafts- und Währungsunion vereinbart wurde, forderten – und erhielten – die EU-Staaten Dänemark und Großbritannien de jure und Schweden de facto eine Ausstiegsoption aus der Verpflichtung, die Währung Euro einzuführen. 
Schweden verfehlt durch den Nichtbeitritt zum Wechselkursmechanismus II absichtlich eines der EU-Konvergenzkriterien, um so den Eurobeitritt zu vermeiden.
Bei der Überführung des Schengenrechts in das EU-Recht haben das Vereinigte Königreich und Irland Ausnahmeklauseln (Opt-outs) durchgesetzt, wonach das Schengenrecht bis auf geringe Ausnahmen auf die beiden Staaten solange keine Anwendung findet, bis diese einen gesonderten Anwendungsantrag stellen. Dies hat praktische Bedeutung bei der Einreise von Bürgern der Schengen-Staaten ins Vereinigte Königreich oder nach Irland.

## Wortlaut
ÜBER DIE ANWENDUNG DER CHARTA DER GRUNDRECHTE DER EUROPÄISCHEN UNION AUF POLEN UND DAS VEREINIGTE KÖNIGREICH
DIE HOHEN VERTRAGSPARTEIEN —
IN DER ERWÄGUNG, dass die Union in Artikel 6 des Vertrags über die Europäische Union die in der Charta der Grundrechte der Europäischen Union enthaltenen Rechte, Freiheiten und Grundsätze anerkennt;
IN DER ERWÄGUNG, dass die Charta streng im Einklang mit den Bestimmungen des genannten Artikels 6 und mit Titel VII der Charta anzuwenden ist;
IN DER ERWÄGUNG, dass der genannte Artikel 6 vorsieht, dass die Charta von den Gerichten Polens und des Vereinigten Königreichs streng im Einklang mit den in jenem Artikel erwähnten Erläuterungen anzuwenden und auszulegen ist;
IN DER ERWÄGUNG, dass die Charta sowohl Rechte als auch Grundsätze enthält,
IN DER ERWÄGUNG, dass die Charta sowohl Bestimmungen bürgerlicher und politischer Art als auch Bestimmungen wirtschaftlicher und sozialer Art enthält;
IN DER ERWÄGUNG, dass die Charta die in der Union anerkannten Rechte, Freiheiten und Grundsätze bekräftigt und diese Rechte besser sichtbar macht, aber keine neuen Rechte oder Grundsätze schafft;
EINGEDENK DER Verpflichtungen Polens und des Vereinigten Königreichs aufgrund des Vertrags über die Europäische Union, des Vertrags über die Arbeitsweise der Europäischen Union und des Unionsrechts im Allgemeinen;
IN KENNTNIS des Wunsches Polens und des Vereinigten Königreichs, bestimmte Aspekte der Anwendung der Charta zu klären;
demzufolge IN DEM WUNSCH, die Anwendung der Charta in Bezug auf die Gesetze und Verwaltungsmaßnahmen Polens und des Vereinigten Königreichs und die Frage der Einklagbarkeit in Polen und im Vereinigten Königreich zu klären;
IN BEKRÄFTIGUNG DESSEN, dass in diesem Protokoll enthaltene Bezugnahmen auf die Wirkungsweise spezifischer Bestimmungen der Charta auf keinen Fall die Wirkungsweise anderer Bestimmungen der Charta berühren;
IN BEKRÄFTIGUNG DESSEN, dass dieses Protokoll die Anwendung der Charta auf andere Mitgliedstaaten nicht berührt;
IN BEKRÄFTIGUNG DESSEN, dass dieses Protokoll andere Verpflichtungen Polens und des Vereinigten Königreichs aufgrund des Vertrags über die Europäische Union, des Vertrags über die Arbeitsweise der Europäischen Union und des Unionsrechts im Allgemeinen nicht berührt —
SIND über folgende Bestimmungen ÜBEREINGEKOMMEN, die dem Vertrag über die Europäische Union und dem Vertrag über die Arbeitsweise der Europäischen Union beigefügt sind:
Artikel 1
(1) Die Charta bewirkt keine Ausweitung der Befugnis des Gerichtshofs der Europäischen Union oder eines Gerichts Polens oder des Vereinigten Königreichs zu der Feststellung, dass die Rechts- und Verwaltungsvorschriften, die Verwaltungspraxis oder -maßnahmen Polens oder des Vereinigten Königreichs nicht mit den durch die Charta bekräftigten Grundrechten, Freiheiten und Grundsätzen im Einklang stehen.
(2) Insbesondere — und um jeden Zweifel auszuräumen — werden mit Titel IV der Charta keine für Polen oder das Vereinigte Königreich geltenden einklagbaren Rechte geschaffen, soweit Polen bzw. das Vereinigte Königreich solche Rechte nicht in seinem nationalen Recht vorgesehen hat.
Artikel 2